# Czubajnik czerwieniejący

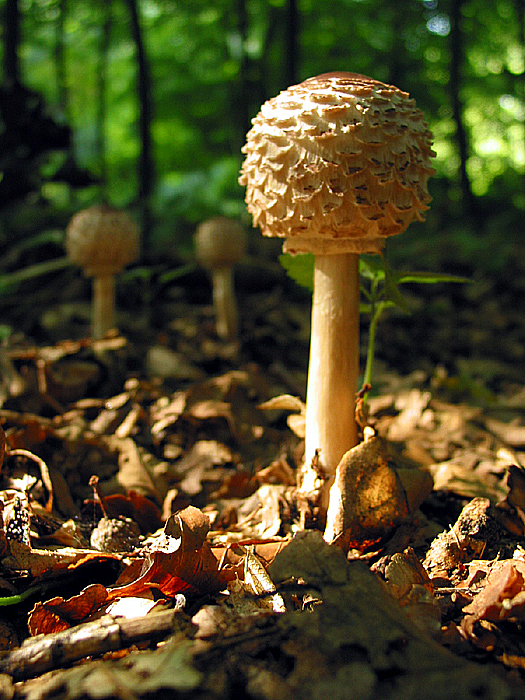

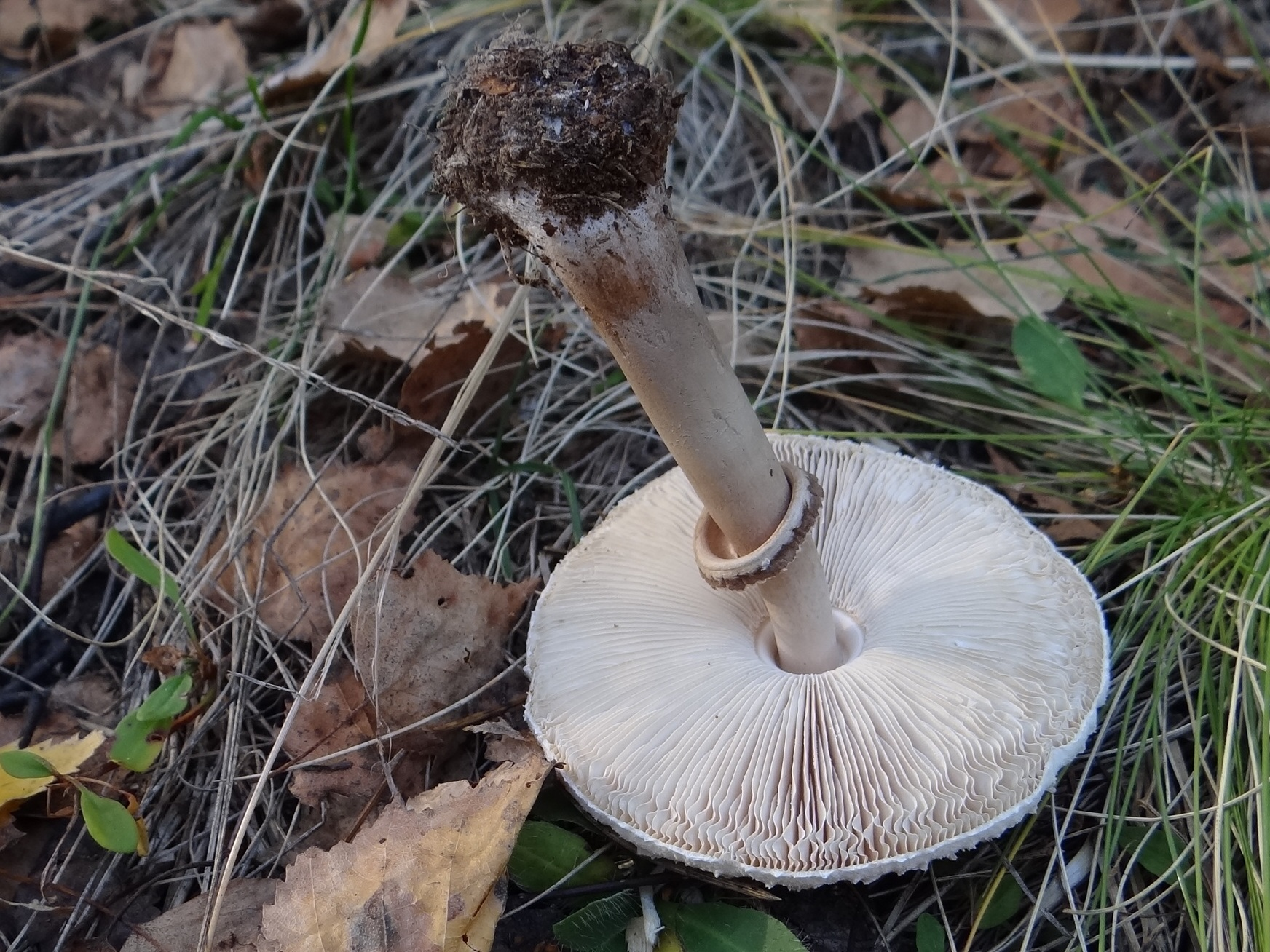

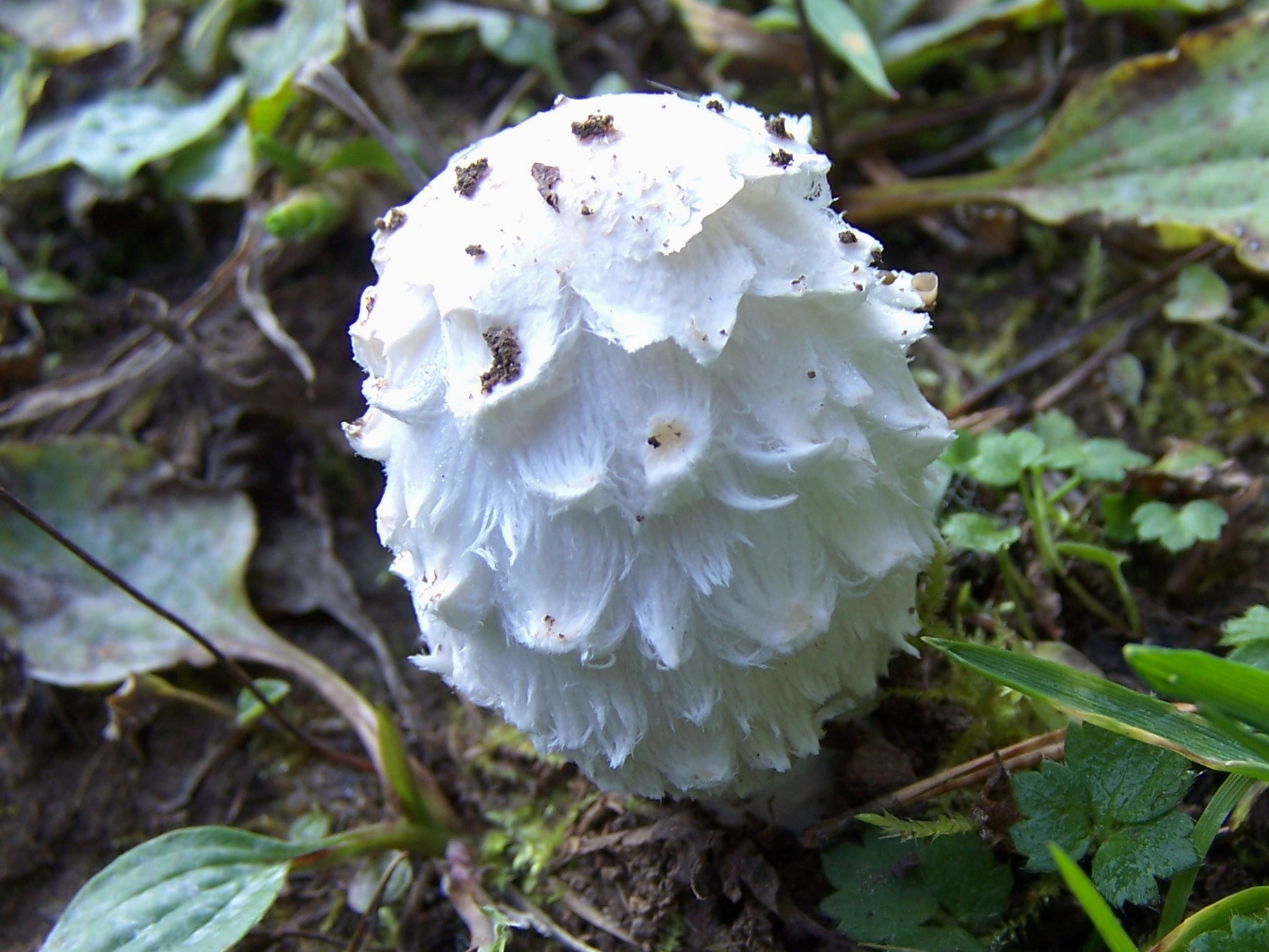

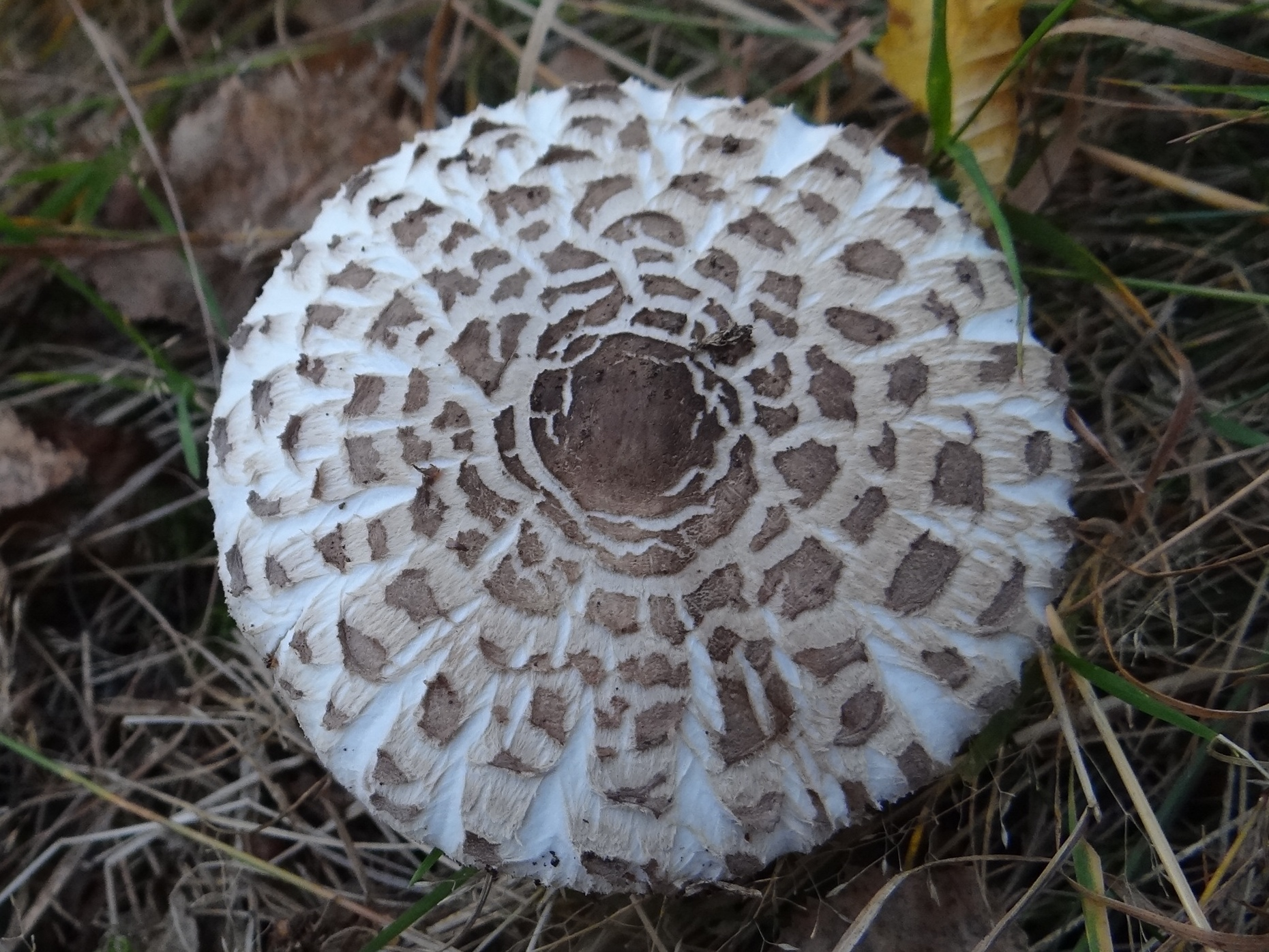

Czubajnik czerwieniejący (Chlorophyllum rhacodes (Vittad.) Vellinga) – gatunek grzybów z rodziny pieczarkowatych (Agaricaceae).

## Systematyka i nazewnictwo
Pozycja w klasyfikacji według Index Fungorum: Chlorophyllum, Agaricaceae, Agaricales, Agaricomycetidae, Agaricomycetes, Agaricomycotina, Basidiomycota, Fungi.
Po raz pierwszy takson ten zdiagnozował w 1835 r. Carlo Vittadini nadając mu nazwę Agaricus rachodes. Obecną, uznaną przez Index Fungorum nazwę nadała mu w 2002 r. Else Vellinga przenosząc go do rodzaju Chlorophyllum.
Synonimy naukowe według Index Fungorum:

- Agaricus procerus b rhacodes (Vittad.) Rabenh. 1844
- Agaricus rhacodes Vittad. 1835
- Agaricus rhacodes Vittad. var. candidus Bagl. 1886
- Lepiota procera var. rhacodes (Vittad.) Massee 1893
- Lepiota rhacodes (Vittad.) Quél. 1872
- Lepiota rhacodes f. riograndensis Rick 1937
- Lepiotophyllum rhacodes (Vittad.) Locq. 1942
- Leucocoprinus rhacodes (Vittad.) Pat. 1900
- Macrolepiota rhacodes (Vittad.) Singer 1951
- Mastocephalus rhacodes (Vittad.) Kuntze 1891

Dawną polską nazwę, czubajka czerwieniejąca nadał Franciszek Błoński w 1890 r., wówczas bowiem gatunek ten zaliczany był do rodzaju Macrolepiota (czubajka). W 2002 r. został przeniesiony do rodzaju Chlorophyllum, tak więc nazwa podana przez F. Błońskiego jest już niespójna z nową nazwą naukową. W niektórych atlasach grzybów jest opisywany jako kumulatka obszarpana, brak jednak potwierdzenia tej nazwy w opracowaniach naukowych. W 2015 r. grupa mykologów w publikacji Karasińskiego i in. zaproponowała nazwę czubajnik czerwieniejący, a jej używanie Komisja ds. Polskiego Nazewnictwa Grzybów Polskiego Towarzystwa Mykologicznego zarekomendowała w 2021 r.
W niektórych opisach funkcjonuje nazwa Chlorophyllum rachodes jednak jest ona błędem w pisowni popełnionym przez autora taksonu.

## Morfologia
Kapelusz
Średnica 8–15 cm, u młodych owocników kulisty, u starszych parasolowaty. Skórka ma kolor szarobrązowy lub brązowy i pokryta jest włóknistymi, okółkowo ustawionymi, brunatnymi, ciemniejszymi i wyraźnie odstającymi łuskami.
Blaszka
Białe, czasami są na nich krople cieczy, po wyschnięciu zmieniają barwę na oliwkowozieloną. Pod wpływem nacisku czerwienieją.
Trzon
Wysokość do 15 cm, grubość 1–1,5 cm. U podstawy rozszerza się w kształt bulwy; prawie gładki, początkowo koloru białego, z czasem staje się bardziej brązowy, bez śladu pręgowań. Pod kapeluszem biały pierścień, który daje się przesuwać wzdłuż trzonu. Po uszkodzeniu barwi się na czerwonawo.
Miąższ
Białawy, po uszkodzeniu zmienia kolor na pomarańczowoochrowy. W smaku łagodny, bez zapachu.
Wysyp zarodników
Biały. Zarodniki gładkie, elipsoidalne, o rozmiarach 9–12 × 6–7 μm.
Gatunki podobne
- tzw. pieczareczka dziewczęca (pieczareczka żółknąca, Leucoagaricus nympharum), o bardziej wysmukłym i delikatnym owocniku pokrytym białymi łuseczkami. Różni się też miąższem, który jest biały i po uszkodzeniu zmienia barwę tylko nieznacznie (lekko czerwienieje)[7].
- czubajka kania (Macrolepiota procera). Ma trzon z zygzakowatym wzorem i jej miąższ nie zmienia barwy po uszkodzeniu, a łuski na kapeluszu nie są tak odstające[8].
- czubajka gwiaździsta (Macrolepiota konradii). Jest mniejsza, jej kapelusz na środku nie jest postrzępiony, łuski są przylegające, zaś powierzchnia trzonu jest jasnobrązowa i pokryta drobnymi łuseczkami. Miąższ w trzonie początkowo różowieje, później brązowieje, ale powoli[9].
- Chlorophyllum molybdites (sinoblaszek trujący). Jest silnie trujący. Gatunek ten dotąd w Polsce nie występował, ale zaczyna się w Europie rozprzestrzeniać[10].
- Bardzo często mogą być z nią mylone inne grzyby z rodzaju Chlorophyllum np. czubajnikiem ogrodowym[5] (Chlorophyllum brunneum), (dawniej czubajka czerwieniejąca odmiana ogrodowa lub czeska), czubajnikiem ponurym[5] (Chlorophyllum olivieri) i Chlorophyllum venenatum, z których pierwszy i ostatni są grzybami trującymi[11].

## Występowanie i siedlisko
Występuje w Ameryce Północnej, Europie i Nowej Zelandii. W Europie Środkowej jest pospolity, w Polsce również.
Naziemny grzyb saprotroficzny. Rośnie na brzegach lasów, w parkach i na polanach śródleśnych w lasach liściastych i iglastych.

## Znaczenie
Grzyb jadalny, jednak mało smaczny. Nie posiada tak charakterystycznego aromatu, jak czubajka kania. Przez grzybiarzy często jednak bywa z nią mylona. U niektórych wrażliwych osób powoduje przejściowe dolegliwości żołądkowo-jelitowe. Z uwagi na podobieństwo do trujących gatunków odradza się jej zbieranie.